# Sagrada Família (cristianisme)
per a d'altres significats, veure: Sagrada Família (desambiguació)

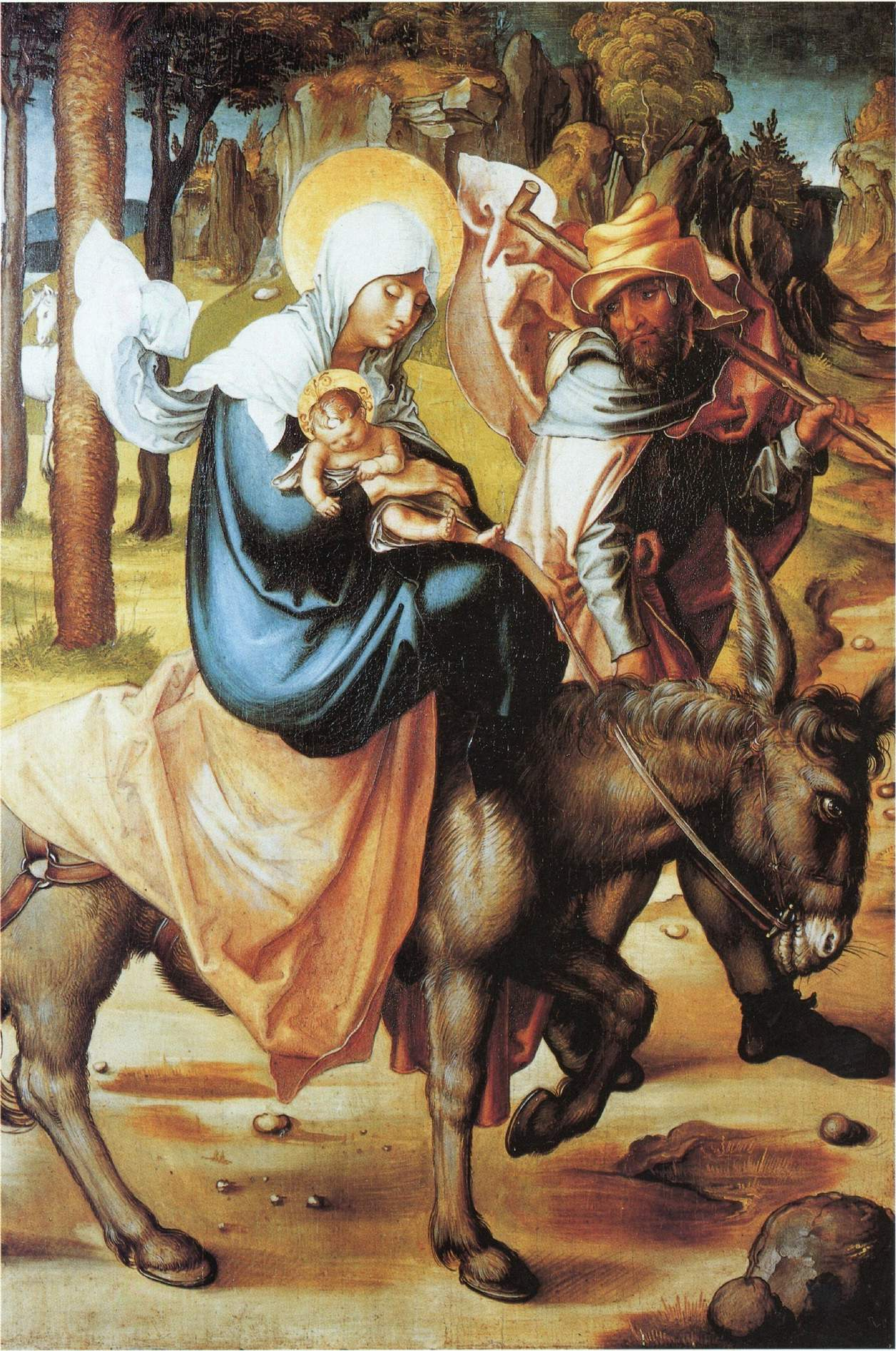
Albrecht Dürer, Fugida a Egipte, 1494-1497.

La Sagrada Família és la representació iconogràfica de Jesús i els seus pares terrenals, Maria i Josep. Apareixen com a figures independents, en obres artístiques o de devoció, i també dins les escenes bíbliques dels primers anys de Jesús, especialment a la Nativitat i la fugida a Egipte. El catolicisme va instaurar la festa de veneració de la Sagrada Família el primer diumenge posterior a Nadal.

## La Festivitat de la Sagrada Família
La Festivitat de la Sagrada Família és una celebració litúrgica de l'església catòlica romana en honor de Jesús de Natzaret, la seva mare, Maria, i el seu pare putatiu, Josep de Natzaret, com a família. Se celebra el diumenge que cau a l'octava de Nadal (entre el 25 de desembre i l'1 de gener), o el 30 de desembre, si no hi ha cap diumenge.
La festivitat de la Sagrada Família va ser instituïda pel Papa Lleó XIII el diumenge de l'Octava de l'Epifania; és a dir, el diumenge entre el 7 i el 13 de gener. El calendari del Missal Romà de 1962, encara avui autoritzat, manté la celebració aquest dia. Mai no ha estat un dia de festivitat obligatòria, tret que la festa caigui en diumenge, en què sí que hi ha obligació d'assistir a missa.
Al calendari promulgat el 1969, la festa es va moure al diumenge de l'octava de Nadal, entre Nadal i Cap d'Any (ambdós exclosos), o quan no hi ha diumenge dins de l'octava (si tant Nadal com la Solemnitat de Maria, mare de Déu són diumenges), se celebra el 30 de desembre, que en aquests anys cau en divendres (en altres paraules, la festa cau el mateix dia que la Missa del diumenge de l'octava de Nadal del ritu tridentí.

## Passatges bíblics referents a la Sagrada Família

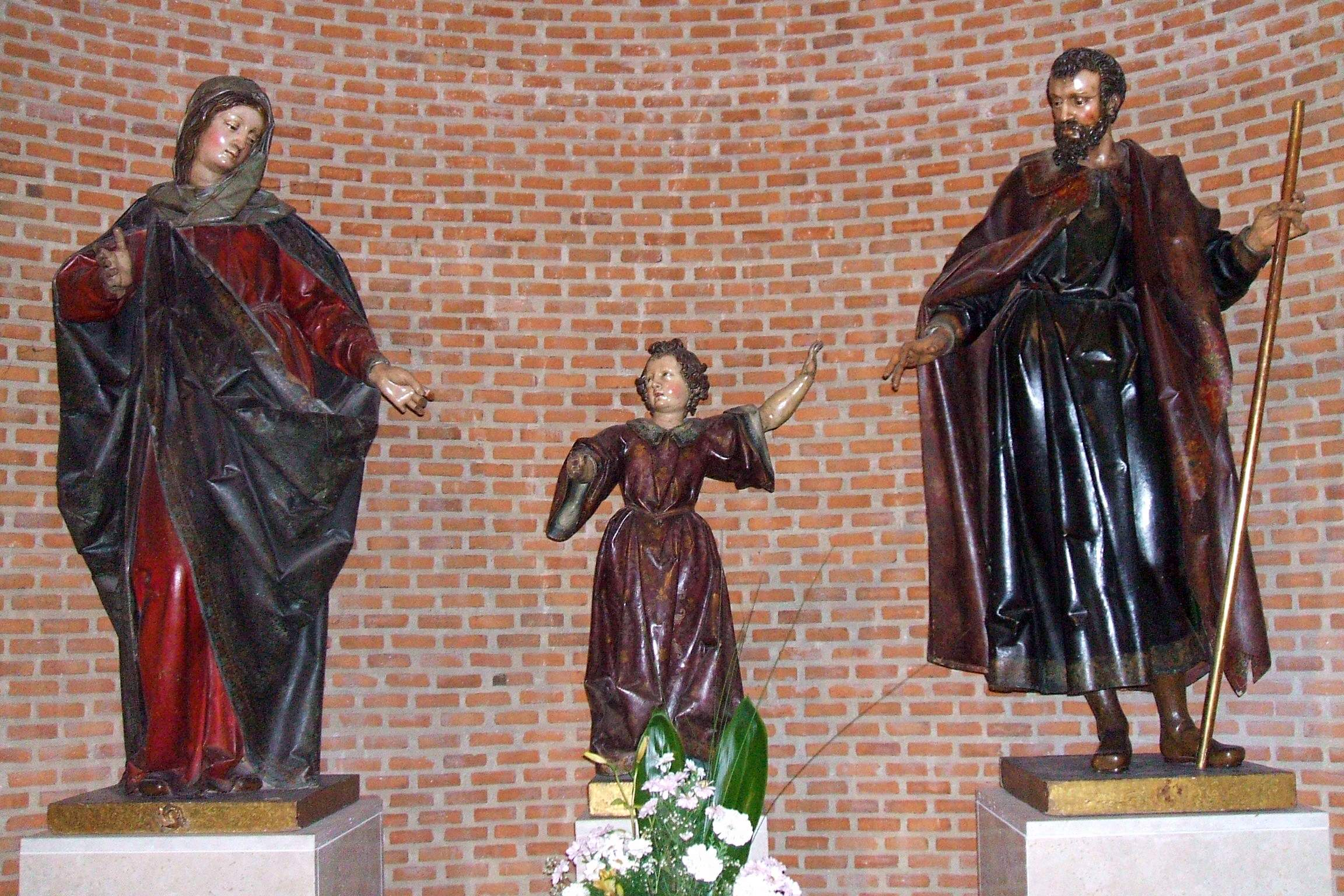
Sagrada Família, (Gregorio Fernández (1636).

- L'anunci de l'Àngel a Josep: Ja havia pres aquesta decisió, quan se li va aparèixer en somnis un àngel del Senyor que li digué: «Josep, fill de David, no tinguis por de prendre Maria, la teva esposa, a casa teva: el fruit que ella ha concebut ve de l'Esperit Sant. Tindrà un fill, i li posaràs el nom de Jesús, perquè ell salvarà dels pecats el seu poble»Mt 1:18-25
- La fugida a Egipte: Un àngel del Senyor es va aparèixer en somnis a Josep i li digué: «Lleva't, pren el nen i la seva mare, fuig cap a Egipte i queda-t'hi fins que jo t'ho digui, perquè Herodes buscarà l'infant per matar-lo.» Josep es llevà, prengué de nit el nen i la seva mare, se'n va anar cap a Egipte i s'hi quedà fins a la mort d'Herodes.Mt 2:13-15
- Naixement de Jesús:  Josep havia d'inscriure's juntament amb Maria, la seva esposa. Maria esperava un fill. Mentre eren allà, se li van complir els dies i va néixer el seu fill primogènit. (...) Quan van complir-se els vuit dies i hagueren de circumcidar l'infant, li van posar el nom de Jesús Lc 2:1-21
- Jesús és trobat amb els Doctors de la Llei al Temple: Els pares de Jesús anaven cada any a Jerusalem amb motiu de la festa de Pasqua. Quan ell tenia dotze anys, hi van pujar a celebrar la festa, tal com era costum. Acabats els dies de la celebració, quan se'n tornaven, el noi es quedà a Jerusalem sense que els seus pares se n'adonessin. Pensant que era a la caravana, van fer una jornada de camí abans de començar a buscar-lo entre els parents i coneguts; com que no el trobaven, van tornar a Jerusalem a buscar-lo. Al cap de tres dies el van trobar al temple, assegut entre els mestres de la Llei, escoltant-los i fent-los preguntes. Tots els qui el sentien es meravellaven de la seva intel·ligència i de les seves respostes. En veure'l allà, els seus pares van quedar sorpresos, i la seva mare li digué: «Fill meu, per què t'has portat així amb nosaltres? El teu pare i jo et buscàvem amb ànsia.» Ell els respongué: «Per què em buscàveu? No sabíeu que jo havia d'estar a casa del meu Pare?» Però ells no comprengueren aquesta resposta. Després baixà amb ells a Natzaret i els era obedient. La seva mare conservava tot això en el seu cor. Jesús es feia gran, avançava en enteniment i tenia el favor de Déu i dels homes. Mt 2:41-52
- Jesús, rebutjat en el seu poble: Arribà al seu poble i instruïa la gent a la sinagoga. Ells se n'estranyaven i deien: «D'on li venen, aquesta saviesa i aquests miracles que fa? No és el fill del fuster? La seva mare, no és aquella que es diu Maria? Els seus germans, no es diuen Jaume, Josep, Simó i Judes? I les seves germanes, ¿no viuen totes entre nosaltres? D'on li ve, tot això?» I no eren capaços d'acceptar-lo. Mt 13:54-57Mc 6:1-16